# Aedes ruwenzori
Aedes ruwenzori är en tvåvingeart som beskrevs av Haddow och Someren 1950. Aedes ruwenzori ingår i släktet Aedes och familjen stickmyggor.
Artens utbredningsområde är Uganda. Inga underarter finns listade i Catalogue of Life.